# Riemann-féle kszi-függvény

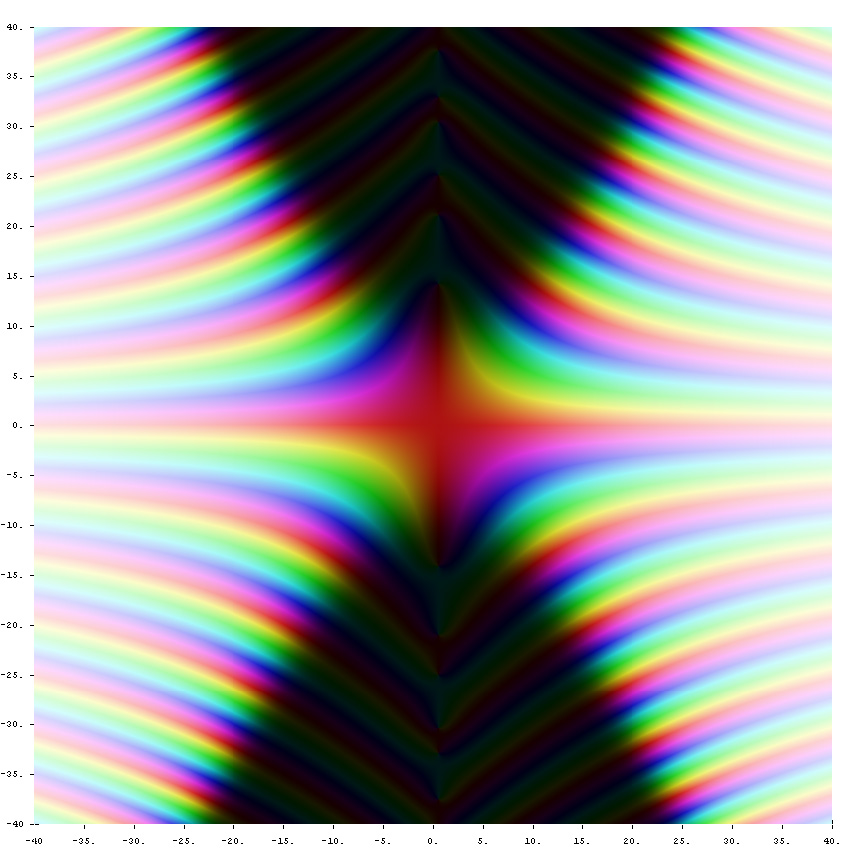
A Riemann-féle kszi függvény a komplex síkon. Az pont színe függvény értékét jelöli. A sötétebb színek a nullához közelebbi (kisebb abszolútértékű) értékeket jelentik. A színárnyalat az argumentumszöget jelzi.

A matematikában a Riemann-féle kszi függvény a Riemann-féle zéta-függvény egy változata, és egyszerű függvényegyenlettel definiálható. Bernhard Riemann után nevezték el.

## Definíciója
Riemann a ξ betűt használta, ezt Landau változtatta nagybetűsre (Ξ). Landua ξ-függvényének definíciója:
{\displaystyle \xi (s)={\tfrac {1}{2}}s(s-1)\pi ^{-s/2}\Gamma \left({\tfrac {1}{2}}s\right)\zeta (s)}
ahol  {\displaystyle s\in \mathbb {C} }. Ahol ζ(s) a Riemann-féle zéta-függvényt jelöli, és Γ(s) a gammafüggvény. A függvényegyenlet, avagy tükrözési képlet:
{\displaystyle \xi (1-s)=\xi (s).}
A nagybetűs Ξ függvényt Landau úgy definiálta, mint:
{\displaystyle \Xi (z)=\xi ({\frac {1}{2}}+zi)}
és ez a fenti függvényegyenletnek is eleget tesz:
{\displaystyle \Xi (-z)=\Xi (z).}
Landau szerint  (loc. cit., p. 894) ez a Riemann által  ξ-nek nevezett függvény. Mindkét függvény valós számokhoz valós értékeket rendelnek. A Riemann-sejtés ekvivalens azzal, hogy Ξ minden nullhelye valós. A zavaros jelölés oka Riemann egy nyilvánvaló hibája, aminek azonban nincs semmi következménye a cikken belül.

## Értékek
Páros egészekre az általános képlet:
{\displaystyle \xi (2n)=(-1)^{n+1}{\frac {n!}{(2n)!}}B_{2n}2^{2n-1}\pi ^{n}(2n-1)}
ahol Bn az n-edik Bernoulli-szám. Például:
{\displaystyle \xi (2)={\frac {\zeta (2)}{\pi }}={\frac {\pi }{6}}}
{\displaystyle \xi (4)={\frac {6}{\pi ^{2}}}\,\zeta (4)={\frac {\pi ^{2}}{15}}.}
További speciális értékek:
{\displaystyle \xi (0)=\xi (1)=-\zeta (0)={\frac {1}{2}}}
{\displaystyle \xi (1/2)=-\zeta (1/2)\cdot {\frac {\Gamma (1/4)}{8\pi ^{\frac {1}{4}}}}=0,4971207781...} (Minimum im reellwertigen Definitionsbereich, (A114720 sorozat az OEIS-ben))
{\displaystyle \xi (3)={\frac {3}{2\pi }}\,\zeta (3)}
{\displaystyle \xi (5)={\frac {15}{2\pi ^{2}}}\,\zeta (5).}

## Sorfejtés
A {\displaystyle \xi }-függvény sorfejtése
{\displaystyle {\frac {d}{dz}}\ln \xi \left({\frac {-z}{1-z}}\right)=\sum _{n=0}^{\infty }\lambda _{n+1}z^{n},}
ahol
{\displaystyle \lambda _{n}={\frac {1}{(n-1)!}}\left.{\frac {d^{n}}{ds^{n}}}\left[s^{n-1}\log \xi (s)\right]\right|_{s=1}=\sum _{\rho }\left[1-\left(1-{\frac {1}{\rho }}\right)^{n}\right],}
ahol a ρ indexek a zéta-függvény nem triviális nullhelyei, {\displaystyle |\Im (\rho )|} szerint növekvő sorrendben.
Ennek a sorfejtésnek fontos szerep jut a Li-kritériumban, ami azt állítja, hogy a Riemann-hipotézis ekvivalens azzal, hogy λn > 0 minden pozitív n esetén.

## Hadamard-szorzat
Egy egyszerű végtelen szorzat alakban adott kifejtés
{\displaystyle \Xi (s)=\Xi (0)\prod _{\rho }\left(1-{\frac {s}{\rho }}\right),\!}
ahol ρ a ξ gyökeit futja be.
A konvergencia biztosítása érdekében a nullhelyeket párokba kell állítani, ahol a párok tagjai ρ és 1−ρ.

## Kapcsolat a Riemann–Siegel-féle Z-függvénnyel
A Riemann–Siegel-féle Z-függvény kifejezhető a Riemann-féle kszi függvénnyel:
{\displaystyle Z(t)=-{\frac {2\pi ^{1/4}}{(t^{2}+{\frac {1}{4}})\,|\Gamma ({\frac {1}{4}}+{\frac {1}{2}}it)|}}\ \Xi (t).}

## Aszimptotikus viselkedés
Valós s értékekre
{\displaystyle \textstyle \ln \xi (s)=\Theta ({\frac {1}{2}}s\ln s)\qquad (s\in \mathbb {R} ,s\to \infty )}
továbbá
{\displaystyle \xi (s)=\Theta ({\sqrt {s}}^{\,s})}
ahol {\displaystyle \Theta } a Landau-szimbólum. Ennek megfelelően t valós értékeire
{\displaystyle \textstyle \Xi (t)=\xi ({\frac {1}{2}}+it)=O(t^{1/4}e^{-\pi t/4})\qquad (t\in \mathbb {R} ,t\to \infty )}

## Li-együtthatók
A {\displaystyle \xi } kszi-függvény kapcsolódik a Li-együtthatókhoz:
{\displaystyle \lambda _{n}=\sum _{\rho }\left[1-\left(1-{\frac {1}{\rho }}\right)^{n}\right],}
mivel teljesülnek a következők:
{\displaystyle \lambda _{n}={\frac {1}{(n-1)!}}\ \left.{\frac {\mathrm {d} ^{n}}{\mathrm {d} s^{n}}}\ [s^{n-1}\ln \xi (s)]\right|_{s=1}\qquad (n\geqq 1)}
és
{\displaystyle {\frac {\mathrm {d} }{\mathrm {d} z}}\ln \xi \left({\frac {z}{z-1}}\right)=\sum _{n=0}^{\infty }\lambda _{n+1}z^{n}.}
A Li-kritérium a {\displaystyle \lambda _{n}>0} tulajdonság minden pozitív {\displaystyle n} esetén.. Ez  ekvivalens a Riemann-sejtéssel.

## Fordítás
Ez a szócikk részben vagy egészben  a   Riemann Xi function című angol Wikipédia-szócikk fordításán alapul.  Az eredeti cikk szerkesztőit annak laptörténete sorolja fel. Ez a jelzés csupán a megfogalmazás eredetét és a szerzői jogokat jelzi, nem szolgál a cikkben szereplő információk forrásmegjelöléseként.
Ez a szócikk részben vagy egészben  a   Riemannsche Xi-Funktion című német Wikipédia-szócikk fordításán alapul.  Az eredeti cikk szerkesztőit annak laptörténete sorolja fel. Ez a jelzés csupán a megfogalmazás eredetét és a szerzői jogokat jelzi, nem szolgál a cikkben szereplő információk forrásmegjelöléseként.